# جين يوان
جين يوان (بالصينية: 金源) هي منافسة ألعاب القوى صينية، ولدت في 11 فبراير 1988.

## وصلات خارجية
- جين يوان على موقع الاتحاد الدولي لألعاب القوى (الإنجليزية)
- جين يوان على موقع اللجنة الأولمبية الصينية (الإنجليزية)